# Вискаино, Хуан
Хуан Вискаино Морсильо (кат. и исп. Juan Vizcaíno Morcillo; род. 6 августа 1966, Ла-Побла-де-Мафумет) — испанский футболист, полузащитник.

## Клубная карьера
Хуан Вискаино начинал свою карьеру в клубе «Химнастик» (Таррагона). В 1986 году перешёл в «Реал Сарагоса», однако два последующих сезона выступал за фарм-клуб — «Депортиво Арагон». Дебют в чемпионате Испании состоялся 9 марта 1988 года в матче против «Севильи». С 1990 по 1998 год выступал за «Атлетико Мадрид», с которым выиграл один чемпионат Испании и три Кубка Испании. Затем играл в командах «Реал Вальядолид», «Эльче». Завершил карьеру там же, где и начал её, — в «Химнастик» (Таррагона).

## Международная карьера
16 января 1991 года дебютировал за сборную Испании в товарищеском матче с командой Португалии. Всего провёл 15 матчей за сборную.

### Матчи Вискаино за сборную Испании
| Матчи Вискаино за сборную Испании | Матчи Вискаино за сборную Испании | Матчи Вискаино за сборную Испании | Матчи Вискаино за сборную Испании | Матчи Вискаино за сборную Испании | Матчи Вискаино за сборную Испании |
| №                                 | Дата                              | Соперник                          | Счёт                              | Соревнование                      |                                   |
| --------------------------------- | --------------------------------- | --------------------------------- | --------------------------------- | --------------------------------- | --------------------------------- |
| 1                                 | 16 января 1991                    | Португалия                        | 1: 1                              | Товарищеский матч                 |                                   |
| 2                                 | 20 февраля 1991                   | Франция                           | 1: 3                              | Отборочные матчи ЧЕ-1992          |                                   |
| 3                                 | 27 марта 1991                     | Венгрия                           | 2: 4                              | Товарищеский матч                 |                                   |
| 4                                 | 17 апреля 1991                    | Румыния                           | 0: 2                              | Товарищеский матч                 |                                   |
| 5                                 | 4 сентября 1991                   | Уругвай                           | 2: 1                              | Товарищеский матч                 |                                   |
| 6                                 | 25 сентября 1991                  | Исландия                          | 0: 2                              | Отборочные матчи ЧЕ-1992          |                                   |
| 7                                 | 12 октября 1991                   | Франция                           | 1: 2                              | Отборочные матчи ЧЕ-1992          |                                   |
| 8                                 | 13 ноября 1991                    | Чехословакия                      | 2: 1                              | Отборочные матчи ЧЕ-1992          |                                   |
| 9                                 | 15 января 1992                    | Португалия                        | 0: 0                              | Товарищеский матч                 |                                   |
| 10                                | 19 февраля 1992                   | СНГ                               | 1: 1                              | Товарищеский матч                 |                                   |
| 11                                | 11 марта 1992                     | США                               | 2: 0                              | Товарищеский матч                 |                                   |
| 12                                | 22 апреля 1992                    | Албания                           | 3: 0                              | Отборочные матчи ЧМ-1994          |                                   |
| 13                                | 9 сентября 1992                   | Англия                            | 1: 0                              | Товарищеский матч                 |                                   |
| 14                                | 23 сентября 1992                  | Латвия                            | 0: 0                              | Отборочные матчи ЧМ-1994          |                                   |
| 15                                | 16 декабря 1992                   | Латвия                            | 5: 0                              | Отборочные матчи ЧМ-1994          |                                   |

## Тренерская карьера
С 2011 года по 2018 работал в тренерском штабе «Атлетико Мадрид», сначала под руководством Грегорио Мансано, а затем ассистентом Диего Симеоне

## Достижения
- Чемпион Испании: 1995/96
- Обладатель Кубка Испании: 1990/91, 1991/92, 1995/96